# KY Cygni
Désignations
KY Cygni est une étoile située à environ 1 100 pc (∼3 590 al) de la Terre dans la constellation du Cygne.
C'est une supergéante rouge, l'une des plus grandes étoiles connues. Elle est 1420 fois plus grande que le Soleil, et fait aussi partie des plus lumineuses, avec 300 000 fois la luminosité du Soleil. Il est possible que son rayon soit 2 850 fois plus grand que celui du Soleil. Elle est de type spectral M3.5Ia.
Cette étoile, comme les autres supergéantes rouges, est en fin de vie.